# Caproni Ca.309
Die Caproni Ca.309 Ghibli war ein italienisches Transport- und leichtes Aufklärungsflugzeug von 1936.

## Geschichte und Entwicklung
Die zweimotorige Ca.309 wurde aus der Caproni Ca.306 Borea abgeleitet. Das Flugzeug sollte als Transporter und Aufklärer in Nordafrika eingesetzt werden und die veralteten Doppeldecker IMAM Ro.1 ersetzen. Es besaß zwei 195 PS leistende Reihenmotoren Alfa Romeo 115-II und ein starres Fahrwerk. Die Flugzeugnase war weitgehend verglast. Bewaffnet war die Ca.309 mit zwei 7,7-mm-MGs in der Flugzeugnase und einem 7,7-mm-MG im Rumpf. Manche Modelle besaßen eine 20-mm-Kanone. Die Maschine konnte bis zu 330 kg Bomben tragen.
Nach dem Erstflug 1936 wurden die ersten Maschinen ab 1937 in die italienische Kolonie Libyen geliefert. 1940 waren sieben Schwadronen mit der Ca.309 ausgestattet. Sie flogen für die Aviazione Presidio Coloniale und Aviozione Sahariana. Von den 78 Maschinen in Libyen waren zu Beginn des Zweiten Weltkrieges noch 53 Maschinen im Dienst. Sie dienten hauptsächlich zur Aufklärung von britischen Stellungen sowie zur Verteidigung der Oasen Giarabub, Kufra und Gialo. Nach dem Verlust Libyens Ende 1942 wurden die Maschinen nach Italien zurückgezogen und dienten als Transport- und Verbindungsflugzeuge.
Insgesamt wurden 247 Exemplare gebaut.

## Variante
- Ca.309S: Ca.309 als umgebautes Sanitätsflugzeug

## Militärische Nutzer
- Australien: eine 1943 erbeutete und reparierte Ca.309
- Bulgarien: 24 Maschinen in Lizenz unter dem Namen Kaproni Bulgarski KB-6 Papagal 1941 gebaut (bis 1946 verwendet)
- Königreich Italien
  - Regia Aeronautica
  - Aeronautica Cobelligerante Italiana
- Italienische Sozialrepublik
  - Aeronautica Nazionale Repubblicana
- Italien
  - Aeronautica Militare
- Paraguay: 2

## Technische Daten
| Kenngröße             | Daten                                                                         |
| --------------------- | ----------------------------------------------------------------------------- |
| Besatzung             | 2                                                                             |
| Passagiere            | max. 6                                                                        |
| Länge                 | 12,85 m                                                                       |
| Spannweite            | 16,20 m                                                                       |
| Höhe                  | 3,04 m                                                                        |
| Flügelfläche          | 38,70 m²                                                                      |
| Flügelstreckung       | 6,8                                                                           |
| Leermasse             | 1960 kg                                                                       |
| max. Startmasse       | 2930 kg                                                                       |
| Höchstgeschwindigkeit | 250 km/h                                                                      |
| Dienstgipfelhöhe      | 4250 m                                                                        |
| Reichweite            | 1050 km                                                                       |
| Triebwerke            | zwei Sechszylinder-Reihenmotoren Alfa Romeo 115-II mit je 195 PS (ca. 140 kW) |
| Bewaffnung            | drei 7,7-mm-MGs, max. 330 kg Bomben                                           |

## Trivia
Das japanische Animationsstudio Studio Ghibli, leitet seinen Namen von diesem Flugzeug ab. Hayao Miyazaki war von Kindesbeinen an von Flugzeugen fasziniert, und schlug deshalb diesen zufällig gewählten Namen vor.